# Eucereon seitzi
Eucereon seitzi är en fjärilsart som beskrevs av Max Wilhelm Karl Draudt 1917. Eucereon seitzi ingår i släktet Eucereon och familjen björnspinnare. Inga underarter finns listade i Catalogue of Life.